# Arachnothera crassirostris
El arañero picogordo (Arachnothera crassirostris) es una especie de ave paseriforme de la familia Nectariniidae propia del sureste asiático (Brunéi, Indonesia, Malasia, Singapur y Tailandia).

## Distribución y hábitat
Se le encuentra en el sur de península malaya, Sumatra y Borneo, además de otras islas menores cercanas. Su hábitat natural son los bosques húmedos tropicales.